# Alexandra Sandahl
Alexandra Sandahl (ur. 14 stycznia 1998) – szwedzka zapaśniczka walcząca w stylu wolnym. Zajęła czternaste na mistrzostwach Europy w 2017. Ósma w Pucharze Świata w 2017 i 2018. Trzecia na MŚ kadetów w 2015 i ME kadetów w 2013 i 2015.